# Vetenskapsakademiens Handlingar

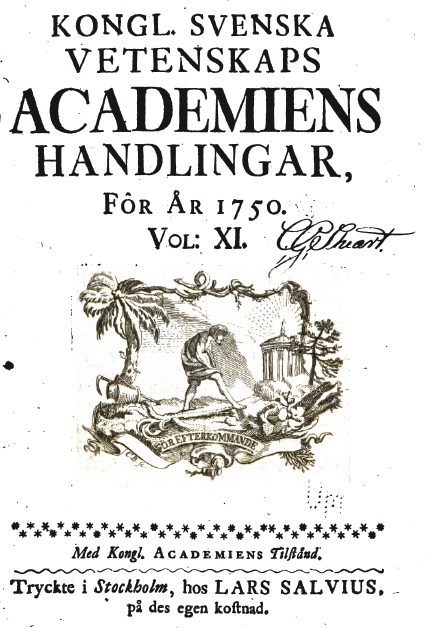
Framsida till årgången 1750 av Vetenskapsakademiens Handlingar. "Gubben som gräver" och devisen "för efterkommande" har använts genomgående.

Vetenskapsakademiens Handlingar (K.vet.akad.handl) var en svensk vetenskaplig tidskrift som gavs ut av Kungliga Vetenskapsakademien från 1739 till 1974.
När Kungliga Vetenskapsakademien grundades 1739 var syftet att gynna praktiskt inriktad och ekonomisk nyttig kunskap. Därför följde man inte den dåtida akademiska traditionen att publicera på latin (vilket exempelvis Kungliga Vetenskaps-Societeten i Uppsala gjorde), utan Vetenskapsakademiens Handlingar gavs från första början ut på svenska, med syftet att den skulle vara tillgänglig och läsbar för fler.
Första numret av Vetenskapsakademiens Handlingar utgavs hösten 1739, och utgivningsfrekvensen var ett nummer per kvartal. Innehållet under 1700-talet bestod, förutom av nya vetenskapliga rön, till stor del av praktiska råd för jordbruk, hantverk och industri. Även andra än akademiens medlemmar kunde publicera rön i tidskriften efter granskning av akademien.
Under 1800-talet blev innehållet mer inriktat på vetenskap och forskningsrön, och senare kom även vissa artiklar att vara skrivna på tyska eller engelska.

## Uppdelning i flera tidskrifter
Från starten fram till 1854 utgavs Vetenskapsakademiens Handlingar i oktavformat, från 1856 ändrades detta till kvartformat. Från 1844 till 1903 utgavs en separat serie med titeln Öfversigt af Kungl. Vetenskapsakademiens förhandlingar. Från 1872 till 1902 publicerades insända forskningsartiklar i en särskild serie Bihang till Vetenskapsakademiens Handlingar. Från 1886 resp. 1887 var dessa bihang var uppdelade i fyra olika avdelningar för olika ämnesområden:
- Avdelning I: Matematik, astronomi, mekanik, fysik, meteorologi och besläktade amnen
- Avdelning II: Kemi, mineralogi, geognosi, fysisk geografi och besläktade ämnen
- Avdelning III: Botanik, omfattande både levande och fossila former
- Avdelning IV: Zoologi, omfattande både levande och fossila former

Från 1903 bröts bihangets olika avdelningar ut och bildade istället fyra separata vetenskapliga tidskrifter:
- Arkiv för botanik
- Arkiv för kemi, mineralogi och geologi, som 1949 delades upp i Arkiv för kemi respektive Arkiv för mineralogi och geologi.[5]
- Arkiv för matematik, astronomi och fysik, som 1949–1950 delades upp i Arkiv för astronomi, Arkiv för fysik, Arkiv för geofysik respektive Arkiv för Matematik.[6]
- Arkiv för zoologi

Samtidigt 1903 ersattes Öfversikt av en Årsbok (1903–1969) med berättelser över akademiens verksamhet. Från 1903 är mängden material i Vetenskapsakademiens Handlingar således betydligt mindre.
Arkivens indelning ändrades på nytt 1949 och 1974. Från början av 1970-talet utges ett antal tidskrifter gemensamt med norska vetenskapsakademin, med titlar som Physica scripta, Chemica scripta, Zoologica scripta.
Kronologisk lista över några andra skriftserier som Vetenskapsakademien har gett ut:
- Årsberättelser om vetenskapernas framsteg (1821–1825)
- Årsberättelse om framstegen i physik och chemie (1826–1841)
- Årsberättelse om technologiens framsteg (1827–1852)
- Årsberättelse om botaniska arbeten och upptäckter (1831–1857)
- Årsberättelse om nyare zoologiska arbeten och upptäckter (1826–1841),
  - fortsatt av Årsberättelse om zoologiens framsteg (1843–1859)
- Levnadsteckningar över Kungl. Svenska vetenskapsakademiens ledamöter (1869-; 194 delar fram till 2003)
- Meteorologiska iakttagelser i Sverige (1859–1915; senare övertagna av SMHI, som dess årsbok)
- Astronomiska iakttagelser och undersökningar, anställda på Stockholms observatorium (1880–1934),
  - fortsatt som Stockholms observatoriums annaler (1935–1970) och Meddelande / Stockholms observatorium (1928–1969)
- Acta Mathematica (1882-)
- Acta Horti Bergiani (1890–1967)
- Meddelanden från Kungl. Vetenskapsakademiens Nobelinstitut (1905–1929)
- Kungl. Svenska Vetenskapsakademiens skrifter i naturskyddsärenden (1919–1969)
- Acta Zoologica (1920-)
- Porträttmatrikel (1971-)
- Electronic transactions on artificial intelligence (1997-), den första renodlat elektroniska tidskriften.

## Namn och stavningar under åren
Under åren har tidskriftens namn skrivits på olika sätt på framsidan:
- 1739/1740: Swenska Wetenskaps Academiens Handlingar
- 1741–1746: Kongl. Swenska Wetenskaps Academiens Handlingar
- 1747–1756: Kongl. Svenska Vetenskaps Academiens Handlingar
- 1757–1779: Kongl. Vetenskaps Academiens Handlingar
- 1780–1812: Kongl. Vetenskaps Academiens Nya Handlingar
- 1813–1822: Kongl. Vetenskaps Academiens Handlingar
- 1822–1829: Kongl. Vetenskaps-Academiens Handlingar
- 1830–1854: Kongl. Vetenskapsakademiens Handlingar
- 1855–1974: Kongl. Svenska Vetenskaps-Akademiens Handlingar, Kungliga Svenska Vetenskaps-Akademiens Handlingar respektive Kungliga Svenska Vetenskapsakademiens Handlingar